# 夕阳彝族乡
夕阳彝族乡是中华人民共和国云南省昆明市晋宁区下辖的一个民族乡。夕阳乡有彝族、哈尼族、汉族三个民族，其中少数民族（漢族以外）人口为7921人，占总人口的78%。除保安、田房两个村委会属汉族聚居外，其余8个村委会均为彝族、哈尼族和少数汉族杂居的村寨。

## 行政区划
夕阳彝族乡下辖以下村级行政区划单位：
夕阳村、保安村、田房村、新山村、打黑村、一字格村、绿溪村、木杵榔村、木柞村和高梁地村。

## 中国传统村落
2013年8月，木鲊村、打黑村被评为第二批中国传统村落。